# Vajkovce
Vajkovce é um município da Eslováquia, situado no distrito de Košice-okolie, na região de Košice. Tem 3,89 km² de área e sua população em 2018 foi estimada em 948 habitantes.

## Demografia
| Ano:        | 1994 | 2004   | 2014    | 2024    |
| ----------- | ---- | ------ | ------- | ------- |
| Broj ljudi: | 494  | 522    | 742     | 933     |
| Razlika:    |      | +5,66% | +42,14% | +25,74% |

| Ano:               | 2023 | 2024   |
| ------------------ | ---- | ------ |
| Número de pessoas: | 943  | 933    |
| Diferença:         |      | -1,06% |